# Abgliophragma
Abgliophragma, rod gljiva u koljenu Ascomycota iz porodice Wiesneriomycetaceae. jedini predstavnik je Abgliophragma setosum.